# География Бразилии
Брази́лия — самое большое по площади и населению государство в Южной Америке. Занимает восточную и центральную части материка. На севере граничит с Венесуэлой, Гайаной, Суринамом, Французской Гвианой, на юге — с Уругваем, на западе — с Аргентиной, Парагваем, Боливией и Перу, на северо-западе — с Колумбией, то есть со всеми южноамериканскими государствами, кроме Эквадора и Чили. На севере и востоке омывается водами Атлантического океана. Высшая точка Бразилии — гора Пико-да-Неблина (3014 м), расположенная на границе с Венесуэлой.

## Площадь и размеры
Территория — 8 514 215,3 км², из которых 8 456 510 км² приходится на сушу и 55 455 км² на воду. Федеративная Республика Бразилия занимает 5,7 % от площади всей суши мира. Бразилия — пятая по величине страна мира (после России, Канады, Китая и Соединённых Штатов Америки).
- Протяжённость с запада на восток: 4328 км (по прямой).
- Протяжённость с севера на юг: 4320 км (по прямой).

### Крайние точки
- Север — 2° северной широты и 60° западной долготы.
- Юг — 32° южной широты и 70° западной долготы.
- Запад — 10° южной широты и 75° западной долготы.
- Восток — 7° южной широты и 34,5° западной долготы.

## Границы
Общая протяжённость границы 14 691 км (протяжённость границ: с Аргентиной — 1224 км; с Боливией — 3400 км, с Колумбией — 1643 км, с Французской Гвианой — 673 км, с Гайаной — 1119 км, с Парагваем — 1290 км, с Перу — 1560 км, с Суринамом — 597 км, с Уругваем — 985 км, с Венесуэлой — 2200 км).

## Береговая линия
Длина береговой линии: 7491 км. Вся береговая линия принадлежит побережью Атлантического океана, составляющему естественную восточную границу Бразилии. Имеется множество удобных бухт, например, Гуанабара в Рио-де-Жанейро. Крупных заливов немного. На севере выделяется опреснённый эстуарий р. Амазонка. На юге — крупные приморские лагуны: Патус, Мангейра, Лагоа-Мирин. Бразилии принадлежат ряд крупных и мелких островов в Атлантическом океане, как прибрежных (остров Флорианополис), так и расположенных на значительном удалении от берега: атолл Рокас, острова Сан-Паулу.

## Рельеф
Основные формы рельефа:

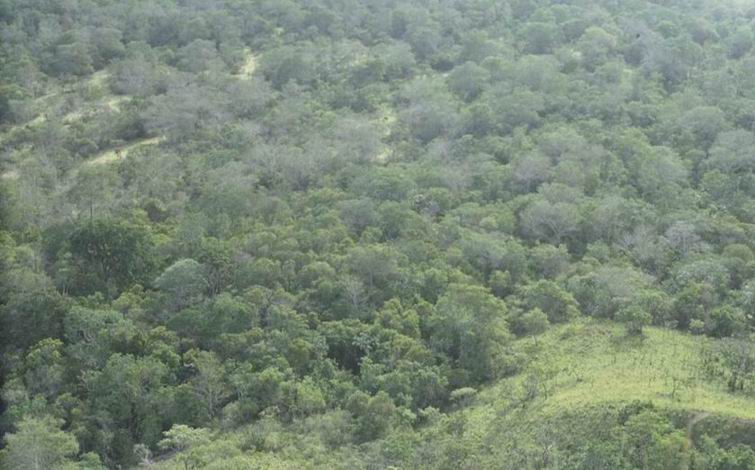
Тропический лес

- Атлантическая прибережная равнина Бразилии
- Амазонская низменность и бассейн Амазонки
- Гвианское плоскогорье
- Бразильское плоскогорье
- Пантанал
- Береговая линия Бразилии и острова Бразилии

### Атлантическая прибрежная равнина
Вдоль Атлантического побережья тянется прибрежная равнина, которая сильно сужается в пределах штатов Рио-де-Жанейро и Эспириту-Санту, где уступы Бразильского нагорья подходят близко к океану. Северная часть прибрежной равнины тянется от штата Риу-Гранди-ду-Норти до Эспириту-Санту, а южная часть занимает побережье штатов Санта-Катарина и Риу-Гранди-ду-Сул. Переход от равнины к нагорью, постепенный на крайнем севере, в южных районах становится более резким. Со стороны океана береговая равнина окружена песчаными пляжами, лагунами и болотами. Немногочисленные удобные естественные гавани находятся там, где горы подступают к самому берегу. Наглядным примером служит гавань Рио-де-Жанейро — бухта Гуанабара. Порт Сантус был искусственно создан на дренированной прибрежной низменности.
Ширина прибрежной равнины — от 80 км на юге до менее 16 км на севере. На участке от Рио-де-Жанейро в Риу-Гранди-ду-Норти прослеживается узкая полоса с плосковершинными столовыми останцами высотой от 45 до 150 м, сложенными субгоризонтально залегающими пластами песчаников. К западу от этой полосы поднимается край нагорья, местами до 900 м над уровнем моря. К югу от штата Баия осадочный покров прибрежной равнины местами прорван гранитными останцами, подобными знаменитой горе Пан-ди-Асукар (букв. — «сахарная голова») над бухтой Гуанабара в Рио-де-Жанейро. Плодородные красноцветные почвы развиты в дельтах рек Риу-Доси и Жекитиньонья и у подножия гранитных останцов, где накопились продукты выветривания коренных пород; в этих местностях почти 400 лет выращиваются хлопчатник, табак, какао и сахарный тростник.

### Бассейн Амазонки

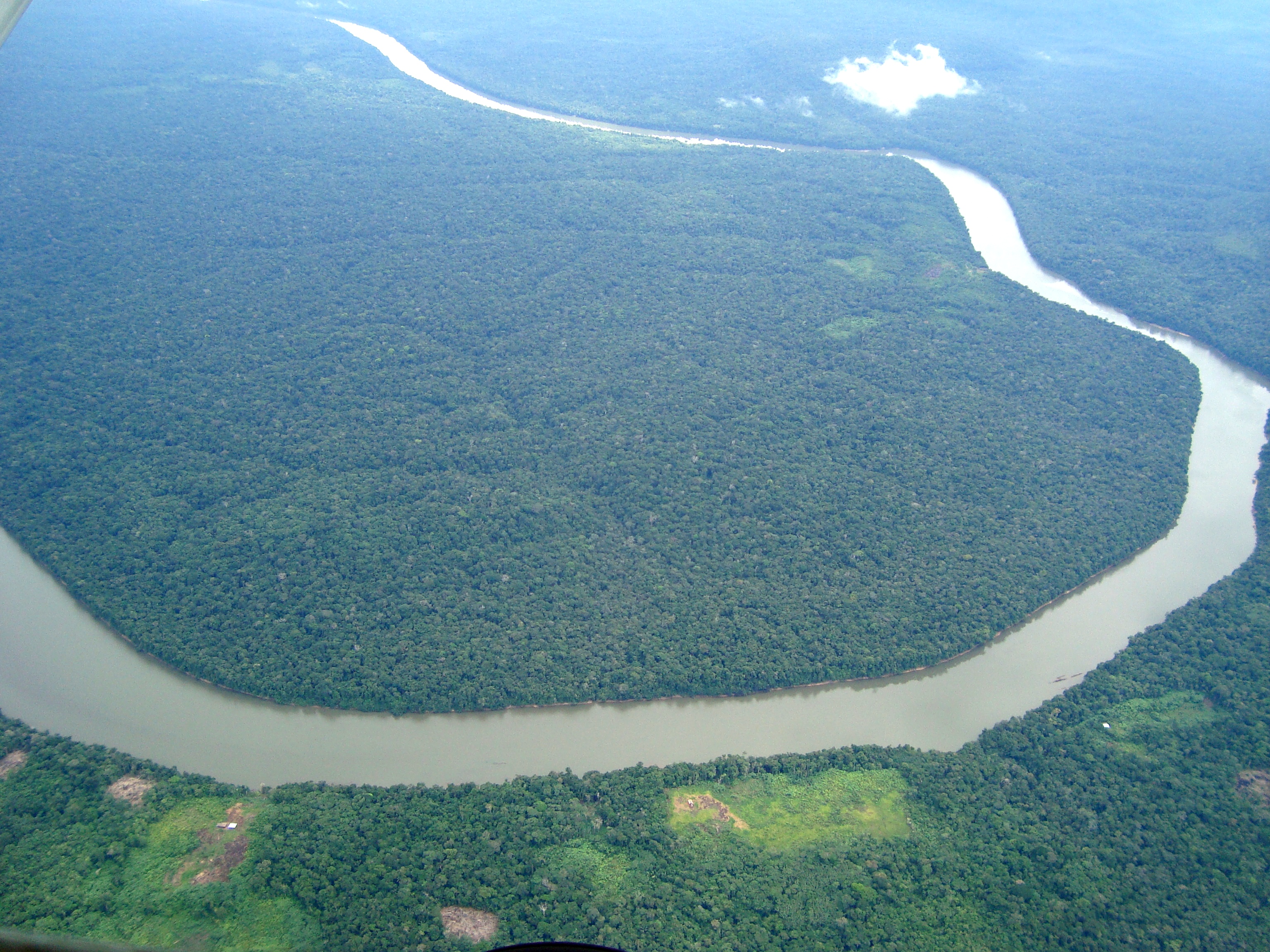
Дождевые леса Амазонии

Большую часть северной Бразилии занимает водосборный бассейн реки Амазонки и её крупных притоков Токантинс, Шингу, Тапажос, Мадейра, Пурус, Журуа, Жапура и Риу-Негру. Это самая большая низменность земного шара, занимающая площадь 1,8 млн км², одна из наименее населённых и наименее освоенных территорий. На западе эта низменность наиболее широкая — до 1290 км с севера на юг, она сильно сужается у города Сантарен, где расстояние между Гвианским и Бразильским плоскогорьями составляет всего 240 км. Ниже точки впадения реки Шингу низменность снова сильно расширяется, там же начинается устье Амазонки. Реки бассейна Амазонки выносят в океан в среднем за год более 1 млрд т илисто-песчаных наносов, однако из-за тектонического понижения в приустьевой зоне река не может создать обширную дельту, и в устье образовался остров Маражо, состоящий из аллювия. Мутные жёлтые воды Амазонки прослеживаются в Атлантическом океана на расстоянии до 300 км от устья. На режим Амазонки влияют морские приливные волны, которые достигают высоты 5 м и распространяются вверх по реке на 1400 км, заливая низкие поймы — игапо́.
На основной реке и её притоках бывают наводнения, приводящие к затоплению зоны шириной до 80 км. Однако, как правило, паводки распространяются вдоль русел рек, а между ними возвышаются междуречья, покрытые деревьями или травянистой растительностью, которые никогда не затопляются. Полноводность Амазонки объясняется тем, что её северные и южные притоки находятся в разных полушариях; соответственно, паводки приходятся на разные времена года: на правых притоках — с октября по апрель (летний сезон в Южном полушарии), на левых — с апреля по октябрь (летний сезон в Северном полушарии). Соответственно, сезонные колебания стока на Амазонке сглажены. Средний годовой сток этой реки составляет примерно 7 тыс. км³ — около 15 % годового стока всех рек Земли. Амазонка судоходна на всем своём протяжении в пределах Бразилии и далее вверх по течению до города Икитос в Перу, на расстоянии 3700 км от Атлантического океана.

### Гвианское нагорье
Гвианское нагорье в морфоструктурном плане является северным продолжением Бразильского нагорья, но отделено от него Амазонской низменностью. Гвианское нагорье занимает северную часть Бразилии. Его вершина — гора Ла-Неблина (2994 м) на границе с Венесуэлой и гора Рорайма (2772 м) на стыке границ Бразилии, Венесуэлы и Гайаны. В штате Амапа разрабатываются месторождения марганца.

### Бразильское нагорье
Почти всю южную часть страны занимает обширное Бразильское нагорье. Там сосредоточена большая часть плодородных земель и ценнейших полезных ископаемых. Восточный край нагорья, к востоку от реки Парана, густо населён. Малонаселённые засушливые внутренние районы нагорья, включая бассейн реки Сан-Франсиску, называются сертанами (sertão). Восточная окраина нагорья к северу от Рио-де-Жанейро имеет ступенчатое строение: крутые скалы, обращённые склонами к океану, возвышаются грядами, одна над другой. К югу от Рио-де-Жанейро уступ нагорья достигает большой высоты и производит внушительное впечатление, представая в виде массивной стены. Она называется Большим уступом, а отдельные её участки — Серра-Жерал, Серра-ду-Мар, Серра-ду-Паранапиакаба т.д. Дальше вглубь страны параллельно берегу и краю уступа простирается ряд массивных горных хребтов. Самый высокий из них — Серра-да-Мантикейра та её часть Серра-ду-Капарао с вершиной Бандейра (2891 м). В пределах хребта Серра-ду-Эспиньясу в центральной части штата Минас-Жерайс сосредоточены крупнейшие в стране запасы полезных ископаемых. Гребень уступа местами прорезан долинами рек Жекитиньонья, Риу-Доси и Параиба, из них только по плоскодонные долине Риу-Доси легко проникнуть во внутренние районы страны. Долина реки Параиба тянется почти параллельно берегу океана, и к ней приурочены железная и автомобильная дороги, соединяющие города Рио-де-Жанейро и Сан-Паулу.
На юго-западе Бразильского нагорья река Парана и её притоки пересекают очень плоскую поверхность лавового плато Параны. Здесь река Парана и её приток Игуасу текут в широких неглубоких долинах, врезанных в древние субгоризонтально расположенные толщи диабазов. Эти реки падают с края плато, образуя огромные водопады Гуаира (сейчас затоплены водохранилищем плотины Итайпу) (на границе Бразилии и Парагвая), и Игуасу (на стыке границ Бразилии, Аргентины и Парагвая), которые принадлежат к наивысшим в мире.
Далее к западу в штатах Мату-Гросу, Мату-Гросу-ду-Сул и Гояс преобладают обширные плоские плато на высотах между 600 и 1200 м. Немногочисленное местное население до сих пор продолжает процесс первичного освоения территории. Основное занятие — животноводство, хотя в прошлом здесь время от времени добывались полезные ископаемые, в основном золото и алмазы. К северу от столовых плато простираются тропические леса Амазонской низменности, а на юго-западе штата Мату-Гросу-ду-Сул крутой уступ горной гряды Серра-да-Бодокена возвышается над низменностями бассейна реки Парагвай.

### Пантанал
Небольшой участок бассейна реки Парагвай, расположенная на западе штата Мату-Гросу-ду-Сул и на юге штата Мату-Гросу, создаёт обширную впадину Пантанал, которая используется для выпаса скота. Сюда регулярно отгоняют таких неприхотливых животных, как зебу. Природные условия этого района весьма контрастны. Наводнения во влажный летний сезон чередуются с зимними засухами. В затопляемых частях Пантанала покрытые травой равнины отличаются лучшими кормовыми ресурсами, а в более возвышенных районах в составе растительности преобладают грубые злаки и кустарники, пригодные лишь для выпаса самых нетребовательных пород скота. Главный город Пантанала, Корумба, порт в верхнем течении реки Парагвай, связан железной дорогой с Сан-Паулу. Это самый западный конечный пункт железнодорожной системы Бразилии.

## Внутренние воды

Основные гидрографические регионы Бразилии

Речная сеть очень густая. Вся Амазония, юг Гвианского и северная часть Бразильского плоскогорья орошается системой реки Амазонка. Юг Бразильского плоскогорья — системами рек Уругвай и Парана, запад — притоком Параны — рекой Парагвай, восток принадлежит к бассейну реки Сан-Франсиску, северо-восточная и восточная границы плоскогорья орошаются короткими реками, которые впадают непосредственно в Атлантический океан (крупная река — Парнаиба). Только Амазонка со своими западными и восточными притоками полноводна на протяжении всего года и судоходна. Все реки Бразильского плоскогорья (кроме рек крайнего севера) имеют резкие колебания расхода воды с значительными паводками (обычно летом), изобилующих порогами и водопадами (в том числе Игуасу на одноимённом притоке Параны, Урубупунга и Сети-Кедас — на Паране, Паулу-Афонсу — на Сан-Франсиску), имеют большие запасы гидроэнергии (на них построены плотины Ясирета и Итайпу), но судоходны только на коротких участках, за исключением Парнаибы и Сан-Франсиску.

## Климат
Климат Бразилии менее разнообразен, чем её рельеф. Хотя Бразилия — тропическая страна, в ней мало районов, неблагоприятных для постоянного проживания — слишком жарких, слишком влажных или с одинаковыми температурами.

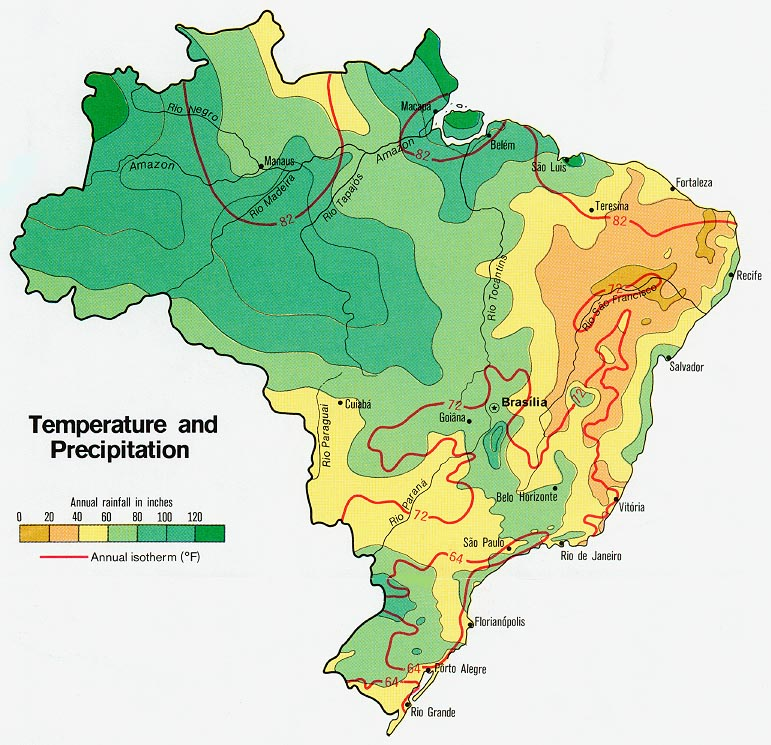
Климатическая карта Бразилии

В пределах Амазонской низменности среднее годовое количество осадков — 1800—2300 мм, они выпадают преимущественно в виде ливней, характерна постоянная высокая влажность воздуха. Однако здесь не бывает жары. Например, в Сантарене, расположенном чуть южнее экватора, максимальная зарегистрированная температура 36°С, а минимальная 18°С. Зимой холодные воздушные массы (фриажен) временами проникают в Амазонский бассейн с юга, принося с собой прохладную погоду с ливнями.
Наиболее засушливые — крайние северо-восточные районы Бразилии, получившие название каатинга. Там выпадает меньше всего осадков (в среднем 500—650 мм в год). Кроме того, режим осадков резко различается по годам. Так, например, в период 1835—1935 годов более половины лет регистрировались экстремальные отклонения в обе стороны от указанного диапазона. Обработку земель в таких условиях ставит фермеров на грань банкротства, поскольку посевы часто страдают от избыточного или недостаточного увлажнения.
Вдоль Атлантического прибрежной равнины и Большого уступа преобладает тропический влажный климат. На побережье возле Салвадор круглый год держатся высокие температуры и выпадают обильные осадки, но далее к югу зимы становятся холоднее и несколько суше, хотя летние периоды остаются жаркими и влажными. В Рио-де-Жанейро средняя температура самого тёплого месяца (февраля) — 26°С, а самого холодного (июля) — 20°С. Европейцам и североамериканцам нелегко переносить такой климат не столько из-за жары, сколько из-за высокой относительной влажности в прибрежных районах (особенно в январе).
На бразильском нагорье лето тёплое и влажное, а зимы прохладные и сухие. В целом здесь температуры не столь высоки, как в прибрежных районах и в Амазонии, а осадки выпадают в форме ливней только на больших высотах. В горах близ Большого уступа средние годовые суммы осадков превышают 1800 мм, сезонные колебания температур более резкие: летом до начала влажного сезона до 38°С (при средних значениях 28—30°С), средние зимние температуры составляют 19—26°С в зависимости от расстояния до экватора. Выделяется сухой летний сезон продолжительностью от 1 до 5 месяцев, когда выпадает менее 50 мм осадков. В этот период деревья сбрасывают листья, а травы становятся жёсткими и теряют кормовые качества.
На больших высотах, особенно в штате Сан-Паулу и в южных штатах Бразилии, средние температуры не превышают 14—18°С, часты заморозки. Некоторое время в горах выпадает снег, но держится он недолго. Вторжение холодного воздуха, подобные тем, которые бывают в США и Европе, никогда не наблюдаются на юге Бразилии, потому что антарктические воздушные массы значительно прогреваются при прохождении над тёплыми прибрежными водами. Однако зимой при проникновении полярных воздушных масс бывают длительные периоды облачной и дождливой погоды.

## Экосистемы

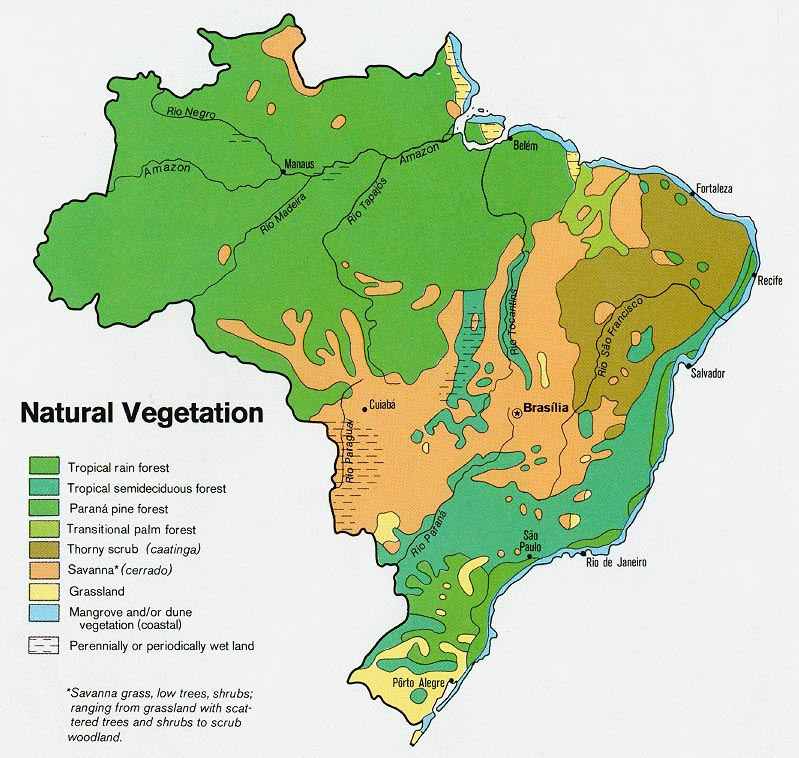
Растительность в Бразилии

Территория страны расположена в пределах экваториальной, тропической и субтропической климатических зон. Различают следующие типы растительности:
- Сельва (влажные экваториальные и субэкваториальные леса)
- Мата (листопадный тропический и субтропический лес)
- Кампос (саванны)
- Сертан — континентальные области Бразилии.
- Серраду — саванны Бразилии.
- Каатинга — редколесье, состоящее из колючих листопадных деревьев и кустарников
- Пинерайя — вечнозеленые смешанные (лиственно-хвойные) леса
- Прерии
- Мангровые леса
- Рестинга — биомы песчаных дюн и окаймляющих их солоноватых лагун.

Богатство растительного покрова Бразилии во многом обусловлено разнообразием географических, климатических, почвенных и гидрогеологических условий страны. На её территории расположено несколько глобальных экорегионов с разными типами растительности в каждом, и множество локальных экорегионов.

### Сельва (влажный тропический лес)

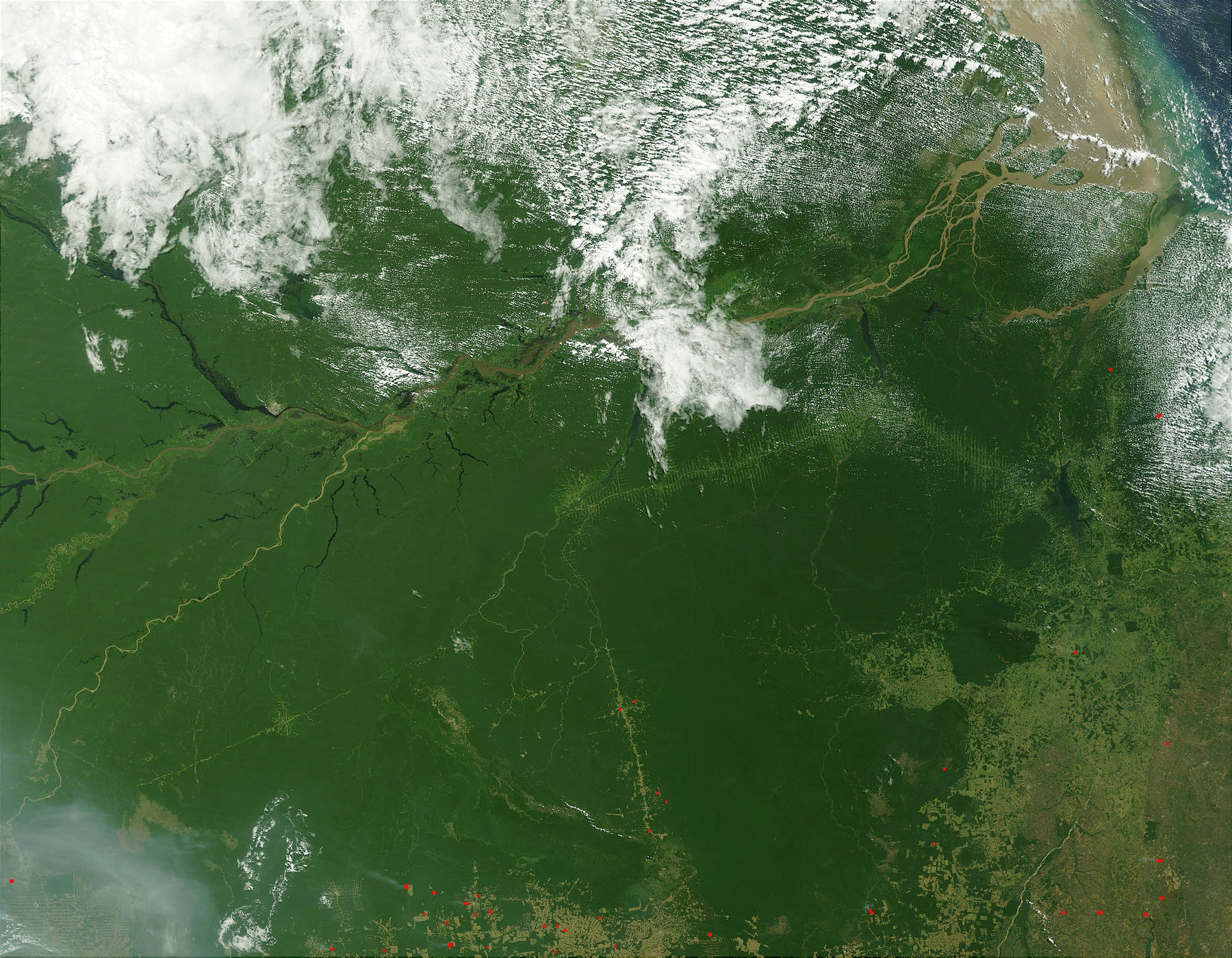
Амазонская сельва из космоса

Дождевой тропический лес — в Южной Америке сельва — произрастает в местах с обильными осадками и достаточно высокой температурой в течение всего года. В Бразилии находятся два глобальных экорегиона сельвы — Дождевые леса Амазонии и Атлантический лес, занимающий всё Юго-Восточное побережье.
Сельва имеет несколько ярусов растений. Деревья растут в 3—5 ярусов, но подлесок выражен слабо. Как правило стволы деревьев прямые, колоннообразные, высокие, ветвящиеся только в верху. Корни деревьев часто досковидные, ходульные корни характерны для болотистых мест. На одном дереве могут быть ветви с плодами, цветками и молодыми листьями. Часто встречается каулифлория — образование цветков и соцветий прямо на стволах и безлистных участках ветвей.
Почва покрыта опавшими листьями, ветками, стволами упавших деревьев, лишайниками, грибами и мхом. Сама почва имеет красноватый цвет; на ней растут невысокие растения, папоротники и трава. Второй ярус представлен молодыми деревьями, могут быть кустарники и тростник.
Очень много внеярусной растительности — лиан и эпифитов, много орхидей. Особенно богаты эпифитами незатапливаемые территории (терра фирма). Эпифиты принадлежат преимущественно семействам Бромелиевые и Ароидные, отличаются формами и яркостью окраски цветков. Эпифиты образуют многочисленные воздушные корни. Много кактусов. Здесь произрастают дынное дерево, какао, гевея, в заводях Амазонки, Ориноко и других рек — виктория регия.
В местах, затопляемых во время паводков, нижний древесный ярус, образованный гидрофильными пальмами, древовидными папоротниками и другими растениями, возвышается над тростниковыми и осоковыми болотами до 8 м. В более освещенных участках нижний ярус быстро покрывается плотной, труднопроходимой зарослью лиан, эпифитов, кустарников и небольших деревьев превращая сообщество в непроходимые джунгли.

### Мата (полулистопадный тропический и субтропический лес)
Тропический и субтропический полулистопадный лес — мата — произрастает в основном на востоке Бразильского нагорья. Здесь климат суше и холодней, чем необходимо для развития влажнотропических лесов. На время ярко выраженного сухого сезона многие деревья сбрасывают листву.
Леса, где грунтовые воды залегают неглубоко и где почвы хорошо сохраняют влагу, остаются густыми, с круглогодичной вегетацией деревьев. Распространены в некоторых районах штата Сан-Паулу и на юге штата Минас-Жерайс. Преобладают высокие вечнозелёные широколиственные породы, количество листопадных деревьев невелико.
Если грунтовые воды залегают глубоко и почвы рыхлые и песчаные, преобладают сухие леса (mata seca), только вдоль речных берегов произрастают галерейные леса с более разнообразной растительностью. Обширные сухие леса характерны для внутренней части штата Баия и северной половины штата Минас-Жерайс.
В хозяйственном отношении сухие леса представляют собой меньшую ценность.

### Кампос (саванны)
Кампос — тип растительности, образованный листопадными деревьями и саванными злаками. Произрастает в штатах Мату-Гросу, Мату-Гросу-ду-Сул, Гояс, Пиауи и Токантинс почти до атлантического побережья.
Типы кампосов.
- Кампос серрадос, или серрадо (cerrado) — редколесья с кустарниками и разрежёнными низкорослыми деревьями. Распространёны на юге Мату-Гросу и на западе Мату-Гросу-ду-Сул.
- Кампос сужос — здесь на сухих и лёгких почвах деревья и кустарники произрастают либо небольшими группами, либо отдельно.
- Кампос лимпос — обширные травянисто-злаковые саванны, лишённые деревьев, характерны для штата Мату-Гросу и низменности Пантанал. Вдоль рек произрастают галерейные леса, образованные более крупными, чем в саваннах, деревьев[1].

### Каатинга
На засушливом северо-востоке страны распространена каатинга — редколесье, состоящее из колючих листопадных деревьев и кустарников.

### Пантанал
Самая заболоченная территория в мире — Пантанал. Он расположен южнее амазонской сельвы и северо-западнее серрадо, и подвергается воздействию обеих экосистем. Отличительной чертой Пантанала является наводнения, которые во время сезона дождей затапливают 80 % его территории. Эта экосистема имеет наибольшее разнообразие водных растений и вообще наивысшую концентрацию флоры и фауны в мире.

### Араукариевый лес
На территории трех южных штатов Бразилии, там, где бывают заморозки, появляются типичные для субтропиков вечнозеленые смешанные (лиственно-хвойные) леса — араукариевый лес или пинерайя, получившие своё название от бразильской араукарии (Araucaria angustifolia, также известная как «сосна Параны»). Это дерево имеет хорошую строительную древесину, является одной из важных статей экспорта Бразилии. Хотя пинераи сильно пострадали от интенсивной эксплуатации, чистые густые древостои ещё встречаются на лавовых плато. Здесь же растёт широколиственная порода — падуб парагвайский. Из его листьев готовят тонизирующий «парагвайский чай», или «мате».

### Прерии
На высоких плато четырёх южных штатов Бразилии встречаются участки злаковых прерий или пампасов (pampas), характерные для умеренных широт. Их площадь увеличивается на юге штата Риу-Гранди-ду-Сул, где деревья произрастают только в долинах, а междуречья покрыты волнистым ковром степных трав.

### Мангровые леса
Заболоченные территории, которые находятся во многих местах вдоль бразильского побережья, где реки впадают в Атлантический океан, покрыты мангровыми лесами. К сожалению, большая часть их уничтожена на сегодняшний день. Эти впечатляющие экосистемы всё ещё могут быть найдены в области Лагамар на границе штатов Сан-Паулу и Парана, бухте Камаму (Баия), дельте реки Парнаиба (Пиауи) и вокруг устья Амазонки.

## Политико-административное деление

Штаты Бразилии

Двадцать шесть штатов Бразилии и один Федеральный округ (Distrito Federal) обычно подразделяют на пять географических регионов или областей: Север (Norte), Северо-восток (Nordeste), Юго-восток (Sudeste), Юг (Sul) и Центральный запад (Centro-Oeste). В 1996 году в стране было 5581 муниципалитетов (municípios), которые имели муниципальные правительства. Многие муниципалитеты в свою очередь делятся на округа (distritos), которые не имеют политической или административной автономии. В 1995 году было 9274 округов. Все муниципальные и окружные населённые пункты, несмотря на размер, официально считаются городами. Для статистических целей муниципалитеты группируются в 559 микрообластей (1990), которые, в свою очередь, составляют 136 мезообластей. Это деление заменило собой предыдущее микрорегиональное деление, установленное в 1968 году, которое использовалось при переписях 1970, 1975, 1980 и 1985 годов.

## Экологические проблемы
Уничтожение лесов в Амазонии — несомненно, самая большая проблема, которая в 1980-х привлекла международное внимание к Бразилии. Среди латиноамериканских стран Бразилия все ещё имеет наибольшую часть территории (66 %), покрытую лесами, но вырубка и сжигание лесов продолжались тревожными темпами. Большая часть вырубки проводилась силами крупных корпоративных хозяйств и лишь незначительная — мелкими фермерами.
Вырубка лесов в Амазонии, снизилась со среднего уровня в 22 тыс. квадратных километров в год в течение 1970-88 до около 11 тыс. квадратных километров в год между 1988 и 1991. Хотя частично изменения объясняются вариациями в количестве осадков, основной причиной снижения считают экономический кризис 1987 года, который снизил наличие капитала для значительных работ по вырубке и привёл к уменьшению возможностей миграции. Миграция в Амазонии также снизилась благодаря эффективному контролю со стороны государственных органов и изменениям в общественном мнении об окружающей среде. Технические изменения, которые вызвали частичный переход от горизонтального расширения сельского хозяйства к увеличению производительности, также объясняют уменьшение темпов вырубки леса.
Теоретически серьёзной экологической проблемой для амазонских лесов может также стать постройка плотины Бело Монте. Это амбициозный проект бразильских властей: построенная плотина должна стать третьей по объёму вырабатываемой энергии ГЭС в мире и обеспечить Бразилию необходимой ей энергией на долгие годы вперед. Строительство было одобрено ещё Луисом Инасио Лулой да Силвой, 35-м президентом страны. Президент, Дилма Вана Русеф, считала проект одним из приоритетных в своей внешней политике. Несмотря на заверения властей об абсолютной безопасности проекта для экологии страны, сами экологи не раз твердили о вероятных катастрофических последствиях; вместе с последними пытались добиться отмены строительства такие известные люди, как, например, режиссёр Джеймс Кэмерон.

26 февраля 2011 года строительство было запрещено федеральным судьей Бразилии Роландо Дестерро. Тем не менее, запрет, наложенный им, был отменен уже 3 марта, и строительство плотины немедленно началось. Станция была торжественно введена в эксплуатацию 5 мая 2016 года, в присутствии президента Дилмы Руссеф.
Опустынивание — другая серьёзная экологическая проблема, ставшая широко известной после конференции Организации Объединённых Наций по окружающей среде и развитию, также известной как «Саммит Земли», прошедшей в Рио-де-Жанейро в июне 1992. Опустынивание — процесс, когда почвы и растительность засушливых земель серьёзно ухудшаются, но территория не обязательно превращается в пустыню. В начале 1990-х стало очевидным, что полузасушливый регион каатинга Северо-Востока и другие районы потеряли свою естественную растительность и в результате стали почти безводными.
В областях, где сельское хозяйство интенсивное и развитое, возникают серьёзные проблемы эрозии почвы, заиления и седиментации в реках, загрязнения пестицидами. Расширение пастбищ для рогатого скота сократило число видов диких животных в саваннах, особенно в штате Санта-Катарина.
В крупнейших городах высоки уровни загрязнения воздуха. В то же время экологические проблемы связаны с низкой санитарией, которая ещё остаётся в некоторых районах Бразилии, особенно в средних и малых городах. Экологические проблемы городов начали привлекать большее внимание общества и правительства в 1990-х.